# Rhizogonium latifolium
Rhizogonium latifolium là một loài rêu trong họ Rhizogoniaceae. Loài này được Bosch & Sande Lac. mô tả khoa học đầu tiên năm 1861.